# Сарыбулак (Актюбинская область)
Сарыбулак (каз. Сарыбұлақ, до 11.07.2007 г. — Эрзерум) — упразднённоесело в Каргалинском районе Актюбинской области Казахстана. Входило в состав Косистекского сельского округа. Код КАТО — 154055300.

## Население
В 1999 году население села составляло 407 человек (196 мужчин и 211 женщин). По данным переписи 2009 года, в селе проживало 190 человек (96 мужчин и 94 женщины).